# Pretek
Pretek is een bestuurslaag in het regentschap Batang van de provincie Midden-Java, Indonesië. Pretek telt 6195 inwoners (volkstelling 2010).